# ميخائيل جاي غارفين
ميخائيل جاي غارفين (بالإنجليزية: Michael J. Garvin)‏ هو مهندس معماري أمريكي، ولد في 31 يناير 1861 في ذا برونكس في الولايات المتحدة، وتوفي بنفس المكان في 3 سبتمبر 1918.